# Grégoire de Galzain
Grégoire de Galzain (Versalhes, 23 de dezembro de 1971) é um ex-piloto automobilístico francês.

## Carreira
Galzain disputou a temporada de 2001 da World Series by Renault, pela equipe Epsilon by Graff. Sua melhor colocação foi um sétimo lugar, que somado a um oitavo posto (três pontos), totalizaria sete pontos na classificação geral, a qual o francês terminaria na décima-nona posição.